# Wiciszki
Wiciszki – część miasta Dukszty na Litwie, w okręgu uciańskim, w rejonie ignalińskim, w starostwie Dukszty.
Dawniej folwark.

## Historia
W dwudziestoleciu międzywojennym folwark leżał w Polsce, w województwie nowogródzkim (od 1926 w województwie wileńskim), w powiecie brasławskim (od 1926 w powiecie święciańskim), w gminie Dukszty.
Według Powszechnego Spisu Ludności z 1921 roku zamieszkiwało tu 13 osób, 6 było wyznania rzymskokatolickiego, 2 prawosławnego a 5 staroobrzędowego. Jednocześnie 6 mieszkańców zadeklarowało polską przynależność narodową, 2 białoruską a 5 inną (litewską lub rosyjską). Były tu 2 budynki mieszkalne. W 1931 zamieszkiwało tu 3 osoby w 2 budynkach.
Miejscowość należała do parafii rzymskokatolickiej w Duksztach. Podlegała pod Sąd Grodzki w Święcianach i Okręgowy w Wilnie; właściwy urząd pocztowy mieścił się w Duksztach.